# 168e division d'infanterie (Allemagne)
Pour les articles homonymes, voir 168e division d'infanterie et Division de fer.
La  168e division d'infanterie  (en allemand : 168. Infanterie-Division ou 168. ID) est une des divisions d'infanterie de l'armée allemande (Wehrmacht) durant la Seconde Guerre mondiale.

## Création
La 168. Infanterie-Division est formée le 1er décembre 1939 à Görlitz dans le Wehrkreis VIII en tant qu'élément de la 7. Welle (7e vague de mobilisation).

Autre insigne utilisé dans la division

Elle est détruite à Baranov en février 1945 et est reformée en avril 1945.

## Organisation

### Commandants
| Date                               | Grade           | Commandant                |
| ---------------------------------- | --------------- | ------------------------- |
| 11 décembre 1939 - 11 janvier 1940 | Generalleutnant | Wolf Boysen               |
| 11 janvier 1940 - 8 juillet 1941   | Generalleutnant | Dr Hans Mundt             |
| 8 juillet 1941 - 9 mars 1943       | Generalleutnant | Dietrich Kraiß            |
| 9 mars 1943 - 1er décembre 1943    | Generalleutnant | Walter Chales de Beaulieu |
| 11 décembre 1939 - 11 janvier 1940 | Generalleutnant | Werner Schmidt-Hammer     |
| 11 janvier 1940 - 8 juillet 1941   | Generalmajor    | Carl Anders               |
| 8 juillet 1941 - 9 mars 1943       | Generalleutnant | Werner Schmidt-Hammer     |
| 9 mars 1943 - 1er décembre 1943    | Generalmajor    | Dr Maximilian Roßkopf     |
| Reformation                        |                 |                           |
| ? avril 1945 - 8 mai 1945          | Generalleutnant | Werner Schmidt-Hammer     |

### Officiers d'opérations (Generalstabsoffiziere (Ia))
| Date                              | Grade          | Commandant             |
| --------------------------------- | -------------- | ---------------------- |
| 5 janvier 1940 - 1er janvier 1941 | Hauptmann      | Karl Jessel            |
| 1er janvier 1941 - 15 mai 1942    | Oberst         | Erich Schmidt-Richberg |
| Mai 1942 - ?                      | Major          | Gerd Pitschmann        |
| 15 février 1943 - ? mai 1945      | Oberstleutnant | Wilhelm Hilgert        |

## Théâtres d'opérations
- Allemagne : janvier 1940 - juillet 1941
- Front de l'Est, secteur Sud : juillet 1941 - Février 1944
  - 5 juillet au 23 août 1943 : bataille de Koursk
- Pologne : avril 1944 - février 1945
- Front de l'Est, secteur Centre : avril 1945 - mai 1945

## Ordres de bataille
1939
- Infanterie-Regiment 417
- Infanterie-Regiment 429
- leichte Artillerie-Abteilung 248

1940
- Infanterie-Regiment 417
- Infanterie-Regiment 429
- Infanterie-Regiment 442
- Artillerie-Regiment 248
  - I. Abteilung
  - II. Abteilung
  - III. Abteilung
  - IV. Abteilung
- Pionier-Bataillon 248
- Panzerabwehr-Abteilung 248
- Radfahr-Schwadron 248
- Infanterie-Divisions-Nachrichten-Abteilung 248
- Infanterie-Divisions-Nachschubführer 248

1943
- Divisionsgruppe 223
- Grenadier-Regiment 417
- Grenadier-Regiment 442
- Feldersatz-Bataillon 248
- Divisions-Füsilier-Bataillon 168
- Artillerie-Regiment 248
  - I. Abteilung
  - II. Abteilung
  - III. Abteilung
  - IV. Abteilung
- Pionier-Bataillon 248
- Panzerjäger-Abteilung 248
- Infanterie-Divisions-Nachrichten-Abteilung 248
- Infanterie-Divisions-Nachschubführer 248